# Metopius areolatus
Metopius areolatus är en stekelart som först beskrevs av Cameron 1907.  Metopius areolatus ingår i släktet Metopius och familjen brokparasitsteklar. Inga underarter finns listade i Catalogue of Life.